# Platysenta pyrostigma
Platysenta pyrostigma là một loài bướm đêm trong họ Noctuidae.